# William Russell Grace
William Russell Grace (né le 10 mai 1832 en Irlande, mort le 21 mars 1904) est un homme d'affaires et politicien qui a été maire de New York à deux reprises en 1881-1882 et en 1885-1886. C'est le premier maire de New York de religion catholique.

## Biographie
Né à Athy en Irlande en 1832, il a grandi près de Cobh dans le Comté de Cork. Il s'est marié en 1859 et a eu 11 enfants. Avec son père, James Grace, ils ont voyagé au Pérou, essayant d'y établir une communauté agricole. Il a travaillé pour la compagnie John Bryce and Co., renommée Bryce, Grace & Company en 1854, Grace Brothers & Co., puis W. R. Grace and Company.
Opposant au Tammany Hall, il est élu maire de New York en 1880, battu en 1882, puis réélu en 1884.
En tant que philanthrope, il a fondé avec son frère en 1897 le Grace Institute (en), pour l'éducation des femmes, en particulier les migrants.